# Johann Wilhelm von Müller
El baró Johann Wilhelm von Müller (4 de març de 1824 - 24 d'octubre de 1866) va ser un ornitòleg i explorador alemany.

## Primers anys de vida
Müller va néixer a Kochersteinsfeld, Neckarsulm, net del banquer Johannes Müller. El 1845 va viatjar al Marroc i Alger, i el 1847 va emprendre un viatge més llarg a l'Àfrica, acompanyat d'Alfred Brehm com a secretari. Van viatjar per Egipte fins a Khartum i Kordufan, tornant a Alexandria el febrer de 1849.
Müller va deixar Brehm allà i va tornar a Alemanya amb els exemplars d'història natural recollits durant el viatge i va fer plans per a una tercera expedició. Malauradament, Müller es va trobar amb dificultats financeres i no va poder reunir-se amb Brehm, en canvi li va enviar fons per anar a Khartum amb el germà d'Alfred, Oskar i un metge anomenat Richard Vierthaler.

## Publicacions
A la tardor de 1849 Müller va començar a publicar la revista ornitològica Naumannia, editada per Eduard Baldamus. També va començar a treballar en un llibre il·lustrat titulat Beiträge zur Ornithologie Afrikas (1853-1870), del qual només es van publicar cinc parts. El 1852 va comprar la col·lecció d'història natural de Christian Ludwig Landbeck abans de l'emigració d'aquest a Xile. Més tard, aquell mateix any, va esdevenir director del Jardí Zoològic de Brussel·les, dimitint el 1854. Després va viatjar a Amèrica del Nord i al seu retorn va escriure Reisen in den Vereinigten Staaten, Canadà, und Mexiko (1864-1865).
Müller es commemora amb el nom científic de l'abellerol capblau oriental(Merops muelleri.)
La muntanya Müllerberget a Edgeøya, Svalbard, porta el seu nom.

## Abreviatura (zoologia)
L'abreviatura Müller s'empra per indicar Johann Wilhelm von Müller com a autoritat en la descripció en taxonomia i zoologia.